# Pyrilia
Pyrilia este un gen de păsări psittaciforme din familia Psittacidae. Acesta a fost recent separat de Pionopsitta, acum monotip, și apoi mutat pentru scurt timp în Gypopsitta. Dar cum Pyrilia a fost publicată cu câteva luni înainte de Gypopsitta, aceasta din urmă este un sinonim junior.

## Specii

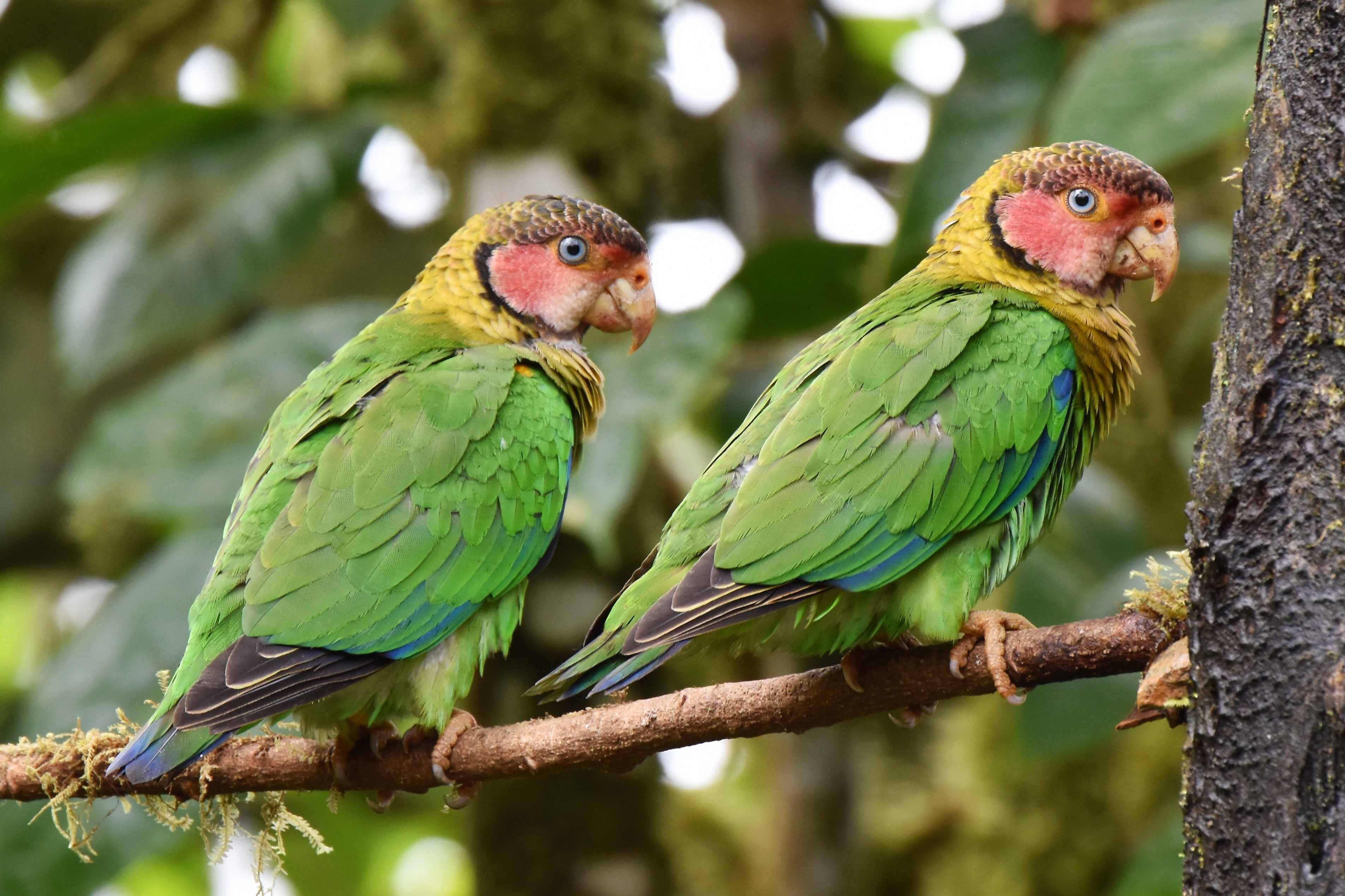
Pyrilia haematotis
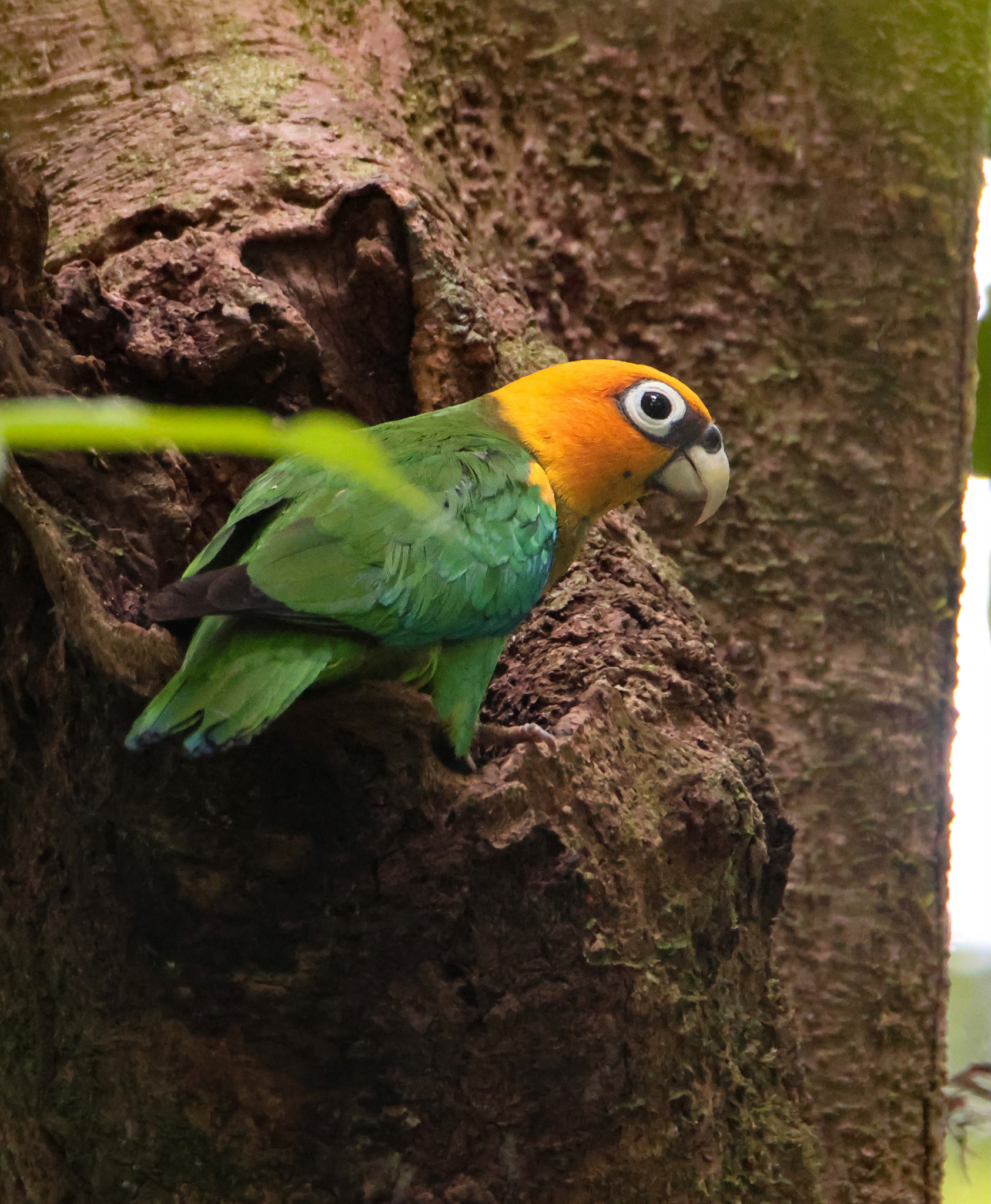
Pyrilia pulchra
- Pyrilia pyrilia
- Pyrilia barrabandi
- Pyrilia caica
- Pyrilia aurantiocephala
- Pyrilia vulturina

- Pyrilia pulchra
- Pyrilia pyrilia